# Ghomala'
Das Ghomálá’ (übersetzt „Sprache des Landes/Dorfes“) ist eine der elf bantoiden Bamileke-Sprachen. 
Sie stammt aus dem Standarddialekt der Bandjoun und ist eine Schriftsprache, die auch von Sprechern anderer Bamileke-Sprachen verwendet wird.

## Lokalisation
Das Ghomala' wird vor allem in der Westprovinz Kameruns gesprochen:
- Mifi, Koung-Khi und Hauts-Plateaux: Der größte Teil der drei Départements (außer äußerster Süden und teile des Nordens und Westens)
- Menoua: Osten des Départements
- im Bambouto-Massiv

Die Sprache hatte im Jahre 1982 260.000 Sprecher und gehört wie die anderen Bamileke-Sprachen zur Familie der Semibantu-Sprachen.

## Dialekte
- Zentral-Ghomálá' (Bandjoun, Jo, We, Hom, Yogam, Baham),
- Nord-Ghomálá' (Fusap, Lang),
- Süd-Ghomálá' (Te, Pa, Dengkwop)
- Ngemba (Bamenjou, Bafunda, Bansoua, Baméka, Bamougoum).

Die Unterdialekte von Baméka, von Bansoa und von Balessing stammen aus dem Süd-Ghomala'. Das Nord-Ghomálá' hat zwei Unterdialekte, das Zentral-Ghomala' hat vier und das Ngemba hat 5.